# Hemşinli

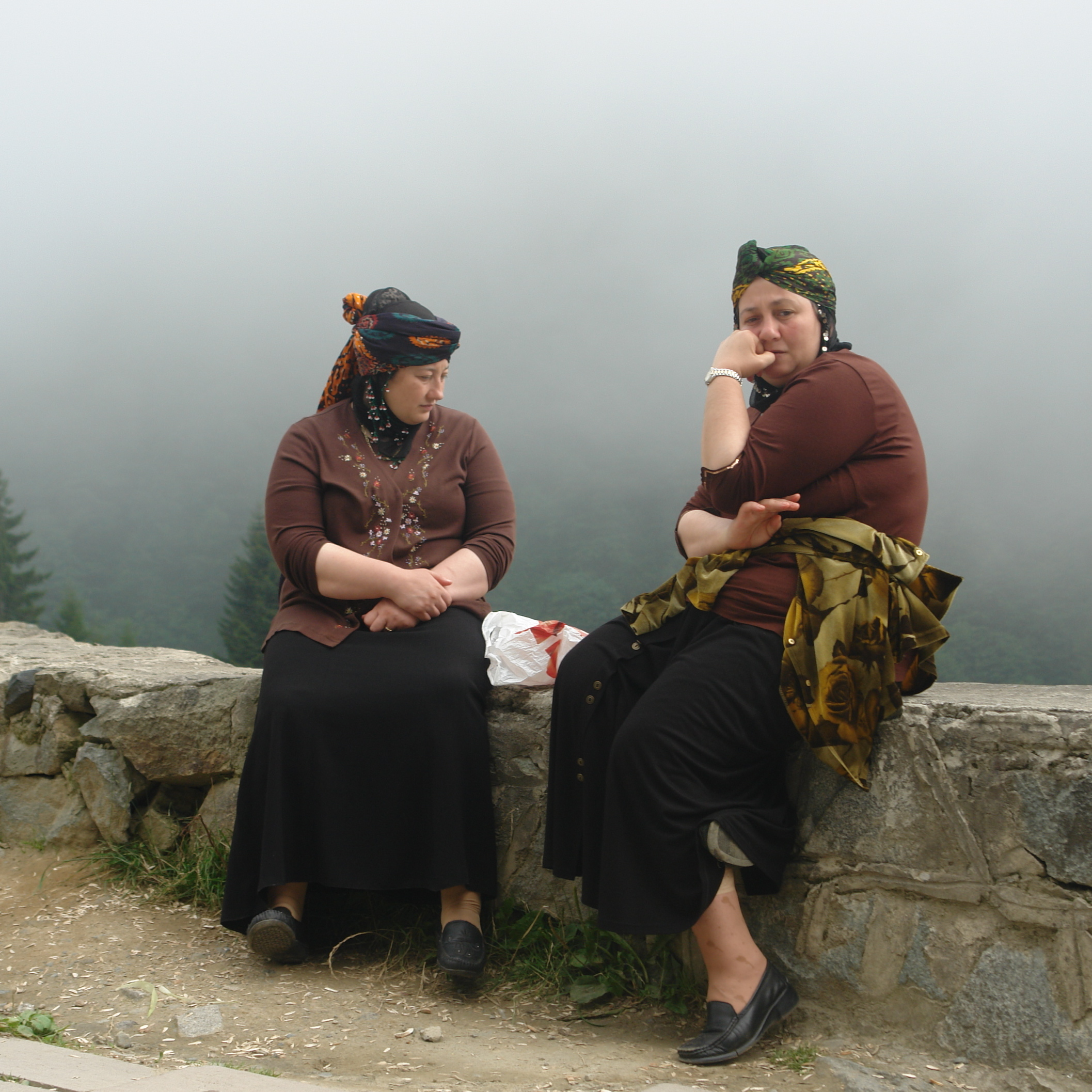
Hemşinli-Frauen mit traditionell gebundenem Kopftuch (aus der Provinz Rize.)

Die Hemşinli (lasisch Armeni, Sumexi, armenisch Համշենցի Hamschenzi, russisch Амшенцы Amschenzi) sind eine kleine armenischsprachige ethnische Minderheit muslimischen Glaubens im Nordosten der Türkei. Benannt sind sie nach dem Ort Hemşin in der Provinz Rize. Sie sprechen Homschezi, einen Dialekt des Westarmenischen. Sie waren wegen ihrer islamischen Religion nicht vom Völkermord an den Armeniern im osmanischen Reich betroffen.

## Geschichte
Nachdem die Gegend um Hemşin im 14/15. Jahrhunderts von den Osmanen erobert worden war, konvertierte in der darauffolgenden Zeit ein Teil der christlich-armenischen Bevölkerung zum Islam. Die Hamschenzi oder Hemşinli entwickelten sich nun in drei Teilgruppen weiter:
Um der voranschreitenden Islamisierung zu entgehen, floh ein Teil von ihnen ab der Mitte des 17. Jahrhunderts nach Abchasien, Georgien und Russland, wo sie heute in der Krasnodar-Gegend leben, zum Beispiel bei Sotschi. Sie behielten ihre Sprache und den christlichen Glauben bei.
Ein zweiter Teil zog zwischen der Mitte des 17. Jahrhunderts und Anfang des 19. Jahrhunderts weiter nach Osten und lebt  heute in der Gegend von Hopa und Borçka. Diese Gruppe hat die armenische Sprache zum Teil beibehalten, ist jedoch vollständig zum sunnitischen Islam übergetreten.
Der dritte Teil lebt noch heute in der Ursprungsgegend und ist ebenfalls vollständig islamisiert. Darüber hinaus gab die Gruppe auch Mitte des 19. Jahrhunderts die armenische Sprache auf und spricht heute nur noch türkisch, sodass in Hemşin die armenische Sprache inzwischen ausgestorben ist.
Zur Unterscheidung der beiden Gruppen werden die Hamschenzi/Hemşinli um Hemşin als „westliche Hamschenzi“ bezeichnet, wohingegen die Gruppe um Hopa und Borçka „östliche Hamschenzi“ genannt werden. In der Kultur dieser muslimischen Nachfahren der ursprünglich christlichen Armenier haben sich jedoch Feste erhalten, die armenischen Ursprungs sind, wie beispielsweise Wardawar (Vardavar), dass von den Hamschenzi Vartevor genannt wird.
Die Sprache der armenischsprachigen östlichen Hamschenzi wird Homschezi lisu, i. e. „die Hamschen-Sprache“ genannt. Laut einem französischen Linguisten, der Anfang der 1960er Jahre die Sprache untersuchte, war den Sprechern nicht mehr bewusst, dass es sich um einen armenischen Dialekt handelte. Sie hatten somit das Wissen über ihre Herkunft verloren.
Daneben wird aber auch noch seit den 1930er Jahren von türkischen Wissenschaftlern die Theorie verbreitet, dass es sich bei den Hamschenzi/Hemşinli nicht um ursprünglich ethnische Armenier handelt, sondern um eine türkische Volksgruppe, die lediglich die armenische Sprache übernommen habe. Diese Theorie, die zwar von anderen Wissenschaftlern als manipulativ kritisiert wurde, erfreut sich bei denjenigen Hamschenzi großer Beliebtheit, die aus Furcht vor Schwierigkeiten von einer armenischen Herkunft nichts wissen wollen.

## Aktuelle Situation
Die Zahl der Hemşinli in der Türkei beträgt nach einer Schätzung von Hovann Simonian des Jahres 2004 rund 100.000. Derselbe Autor gibt 2006 die Zahl der Hemşinli insgesamt mit ungefähr 150.000 an. Darin sind auch etwa 3.000 Hemşinli enthalten, die in Nachfolgestaaten der Sowjetunion leben. Ihre Hauptwohngebiete liegen zwischen Trabzon und Erzurum, wobei sie hier zahlenmäßig der landesweiten Minderheit der Lasen klar unterlegen sind.